# 김제여자고등학교
김제여자고등학교(金堤女子高等學校)는 대한민국 전북특별자치도 김제시 신풍동에 있는 공립 고등학교이다.

## 학교 연혁
- 1941년 3월 31일 : 김제공립여학교 설립 인가
- 1943년 3월 20일 : 제1회 졸업식 거행
- 1951년 8월 30일 : 학칙 변경 인가(김제여자고 3학급, 김제여자중 9학급)
- 1953년 3월 21일 : 김제여자고등학교 제1회 졸업식
- 2022년 3월 1일 : 제28대 나효남 교장 부임
- 2024년 1월 3일 : 제78회 졸업식(97명 졸업, 졸업생 총 수 17,458명)

## 참고 자료
- 김제여자고등학교 - 한국교육학술정보원 학교알리미